# Libyan Arab Basketball Federation
La Libyan Arab Basketball Federation è l'ente che controlla e organizza la pallacanestro in Libia.
La federazione controlla inoltre la nazionale di pallacanestro della Libia e ha sede a Tripoli e l'attuale presidente è Omar Bachuchi.
È affiliata alla FIBA dal 1961 e organizza il campionato di pallacanestro della Libia.